# Erik Carlsson (centerpartist)

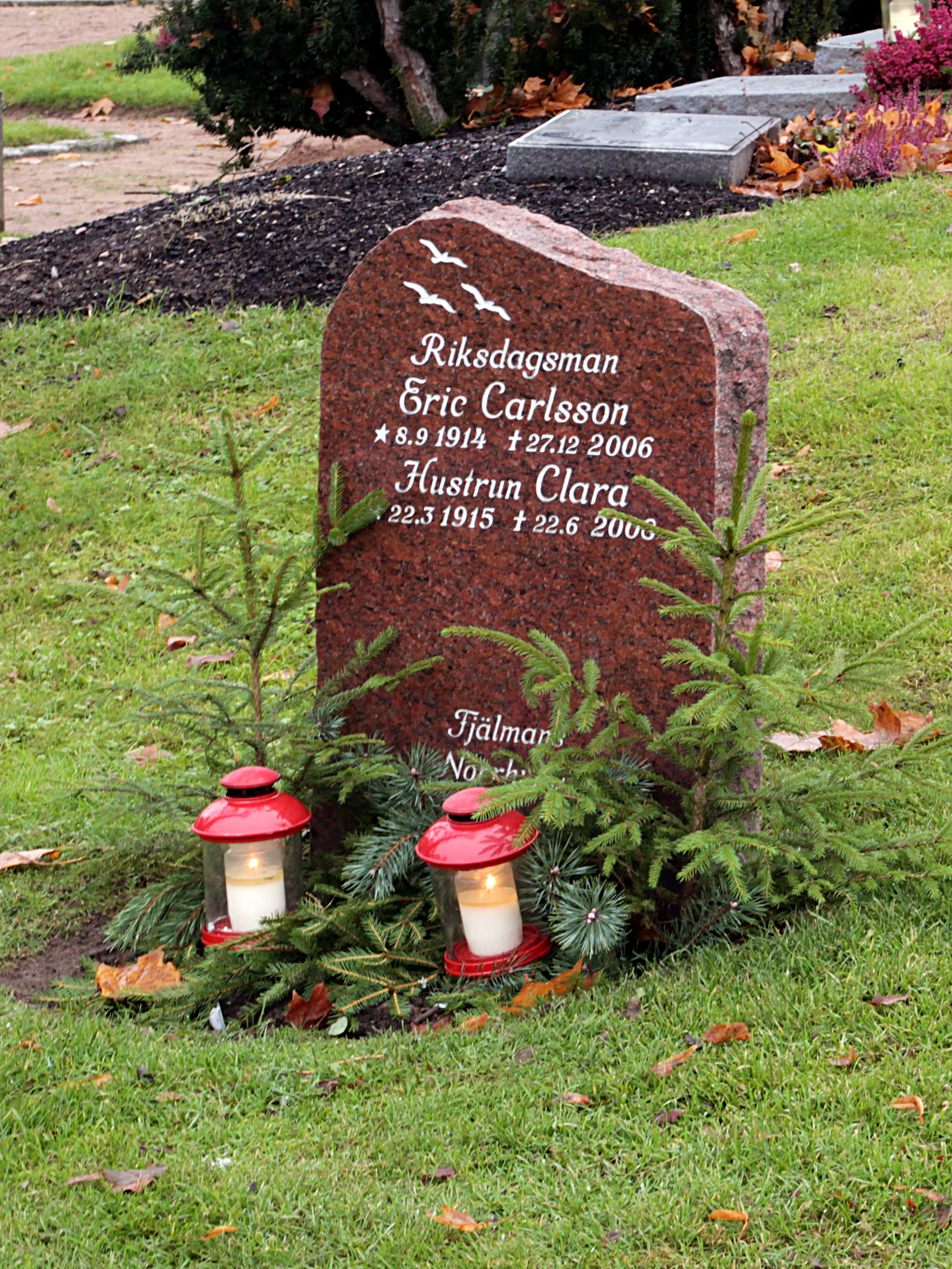
Eric Carlssons gravsten på Hedemora kyrkogård.

Erik Carlsson (i riksdagen kallad Carlsson i Vikmanshyttan), född 8 september 1914 i Stora Skedvi, död 27 december 2006 i Vikmanshyttan, var en svensk bonde och centerpartistisk politiker.
Carlsson var ledamot av första kammaren 1958-1970. Han var också ledamot av den nya enkammarriksdagen från 1971, invald i Kopparbergs läns valkrets.